# 罗戈乡
罗戈乡，是中华人民共和国四川省遂宁市蓬溪县曾经下辖的一个乡。2019年9月，撤销新星乡和罗戈乡，将其所属行政区域划归文井镇管辖。

## 行政区划
罗戈乡撤销前下辖以下地区：
金狮社区、回龙山村、玉清山村、洞孔咀村、狮子坪村、鼓锣山村、石牛村、胜天村、白马村、双柏树村和又胜村。